# Le mouton devient loup
Pour plus de détails, voir Fiche technique et Distribution.
Le mouton devient loup (The Worm Turns) est un dessin animé de Mickey Mouse produit par Walt Disney pour United Artists et sorti le 2 janvier 1937.

## Synopsis
Mickey est dans son laboratoire et prépare d'après un vieux grimoire de Recettes anciennes, une potion de courage. Il mélange quelques ingrédients et décide de faire un test sur un moucheron pris au pièce dans une toile d'araignée. Aspergé de potion, le moucheron devient fort, se libère et prend le dessus sur l'araignée. Mickey est content du résultat mais cherche un nouveau cobaye. Dans la salle, un chat noir et blanc est à la poursuite d'une souris brune. Mickey met de la potion sur la souris. Elle applique alors une correction au chat. Réfugié dehors, le chat renverse la gamelle de Pluto qui se met à le poursuivre.
Mickey utilise à nouveau la potion sur le chat. Pluto est alors devenu la proie du chat. Il s'enfuit et se retrouve pris dans les filets de Pat Hibulaire, l'agent de la fourrière. Il parvient à se libérer au moment d'entrer dans le camion et fait tomber Pat. Dans sa chute ce dernier ouvre la porte et les chiens prisonniers se libèrent. Pat sort alors son fusil. Afin d'aider Pluto, Mickey l'asperge de potion de courage. Pluto rosse Pat et le renvoie dans son camion. Pluto voulant alors uriner sur une bouche d'égout, Mickey asperge la bouche qui pour se venger arrose Pluto.

## Fiche technique
- Titre original : The Worm Turns
- Autres Titres[1] :
  - Allemagne : Der Windewurm
  - France : Le mouton devient loup
  - Suède : Alla tiders cocktail
- Série : Mickey Mouse
- Réalisateur : Ben Sharpsteen
- Voix : Billy Bletcher (Pat), Walt Disney (Mickey)
- Producteur : Walt Disney, John Sutherland
- Distributeur : United Artists
- Date de sortie : 2 janvier 1937[2]
- Format d'image : Couleur (Technicolor)
- Son : Mono
- Durée : 8 min
- Langue : (en)
- Pays :  États-Unis

## Voix françaises
- Jean-Paul Audrain : Mickey Mouse
- Michel Vocoret : Pat Hilbulaire

## Commentaires
La scène de poursuite entre le chat et la souris préfigure les deux compères Tom et Jerry qui n'apparaitront qu'en 1940. Il faut rappeler que leurs auteurs William Hanna et Joseph Barbera ont travaillé avec des anciens de chez Disney, Rudolf Ising et Hugh Harman, avant de se mettre à leur compte.
Pat Hibulaire retrouve la profession d'agent de la fourrière qu'il avait dans The Dognapper en 1934.